# Tyigili járás

A Tyigili járás a Kamcsatkai határterületen

A Tyigili járás (oroszul Тигильский район) Oroszország egyik járása a Kamcsatkai határterületen. Székhelye Tyigil falu.

## Népesség
- 2002-ben 9 341 lakosa volt, melynek 28,24%-a itelmen.
- 2010-ben 7 304 lakosa volt.